# Árni Frederiksberg
Árni Frederiksberg (født 13. juni 1992) er en færøsk fodboldspiller, der spiller som midtbanespiller for KÍ Klaksvík og fra 2015 til 2019 var han også en del af Færøernes fodboldlandshold.

## Klubkarriere
Árni Frederiksberg har spillet for barndomsklubben NSÍ Runavík i størstedelen af hans fodboldkarriere, men den 1. november 2018 underskrev han kontrakt med B36 Tórshavn, hvor han hurtigt blev en af nøglespillerne.
Den 8. januar 2021 skiftede han til KÍ Klaksvík i Færøernes topdivision, og i 2023/2024 sæsonen, har han været en af KÍ's bedste spillere under deres UEFA Champions League kvalificering, hvor han pr. 9. august 2023 har scoret 6 mål i 5 kampe, efter at KÍ slog først de ungarske mestre, Ferencvárosi TC, dernæst de svenske mestre, BK Häcken, og i den tredje kvalifikationsrunde scorede han to mål mod de norske mestre, Molde FK, hvor han vendte 0-1 til 2-1 sejr på hjemmebane, hvor alle mål blev scoret i anden halvleg.

## Landshold
Árni Frederiksberg har pr. 9. august 2023 spillet 11 landskampe for Færøernes A-landshold. Kampene spillede han mellem 2015 og 2019. Ifølge Færøernes landstræner, Håkan Ericson, så har Frederiksberg fravalgt landsholdet de seneste år. Han ville forsøge at overtale ham til at blive en del af landsholdet igen, efter succesen som han havde i UEFA Champions League sommeren 2023.

## Hæder
NSÍ
- Løgmanssteypið (Færøernes Pokalfinale): 2017

KÍ
- Betrideildin: 2021, 2022
- Færøernes Super Cup: 2022, 2023

## Andet
Ved siden af fodboldkarrieren, arbejder Fredriksberg fuld tid som direktør for Kjølbro Heilsøla (engros virksomhed i Klaksvík). De sælger bl.a. frosne pizza fra Norge, f.eks. Grandiosa og Big One. Dette fortalte han til norske medier, i forbindelse med at han blev interviewet før kampen mod Molde, som KÍ vandt 2-1. Flere norske medier omtalte ham som pizzasælger, efter sejren over Molde. En overskrift fra NRK sagde: "Audmjukar europeiske storlag – lever av å selje norsk frosenpizza".